# مازيراتي جران توريزمو
مازيراتي جران توريزمو (بالإنجليزية: Maserati GranTurismo)‏هي سيارة يتم انتاجها من قبل شركة مازيراتي .